# Колосов, Пётр Иванович
Пётр Иванович Колосов (1906, п. Нижне-Сергинский завод, Нижне-Сергинская волость, Красноуфимский уезд, Пермская губерния, Российская империя — 11 марта 1966, Курган, Курганская область, РСФСР, СССР) — советский государственный и партийный деятель. Первый секретарь Ошского обкома КП(б) Киргизии (1939—1943), первый секретарь Фрунзенского обкома КП(б) Киргизии (1943—1945), начальник городского управления по гражданским делам Кёнигсберга / Калининграда (1946—1947).

## Биография
Родился в 1906 в посёлке Нижне-Сергинский завод Нижне-Сергинской волости Красноуфимского уезда Пермской губернии Российской империи (ныне город Нижние Серги в составе Нижнесергинского района Свердловской области России).
Трудовую деятельность начал с 11 лет. С 1924 — член РКП(б).
В 1927 году, после окончания рабфака, по решению Московского комитета ВЛКСМ был направлен на работу секретарем комсомольской организации Егорьевского индустриального техникума.
С 1928 по 1930 год служил в Рабоче-крестьянской Красной Армии. Позднее работал на различных выборных должностях в комсомольских и партийных организациях.
В марте 1938 года Центральным Комитетом партии направлен на партийную работу в Киргизскую ССР, где избирался первым секретарем Ошского (1939—1943) и Фрунзенского (1943—1945) обкомов партии.
С 1946 года работал в городе Кёнигсберге (с 4 июля 1946 года — Калининград), сначала начальником городского управления по гражданским делам (22 мая 1946 года — апрель 1947 года), затем вторым секретарем горкома партии (до 21 июля 1947 года).
С 1947 по 1953 годы работал представителем Совета по делам колхозов при правительстве СССР, сначала по Мордовской АССР, затем по Курганской области. После упразднения этой должности был назначен заменителем начальника Курганского областного управления сельского хозяйства по кадрам.
С 1960 года по состоянию здоровья находился на пенсии, одновременно работал в аппарате Курганского областного объединения «Сельхозтехника» начальником отдела кадров.
Петр Иванович Колосов был делегатом XVIII съезда ВКП(б). неоднократно избирался членом ЦК КП(б) Киргизии, членом бюро областных комитетов партии, депутатом Верховного Совета Киргизской ССР и Курганского областного Совета депутатов трудящихся.
После тяжёлой болезни скончался 11 марта 1966 в Кургане.

## Награды
- Орден Трудового Красного Знамени
- Орден «Знак Почёта»
- Медаль «За освоение целинных земель»